# St. Elisabeth (Rocksdorf)

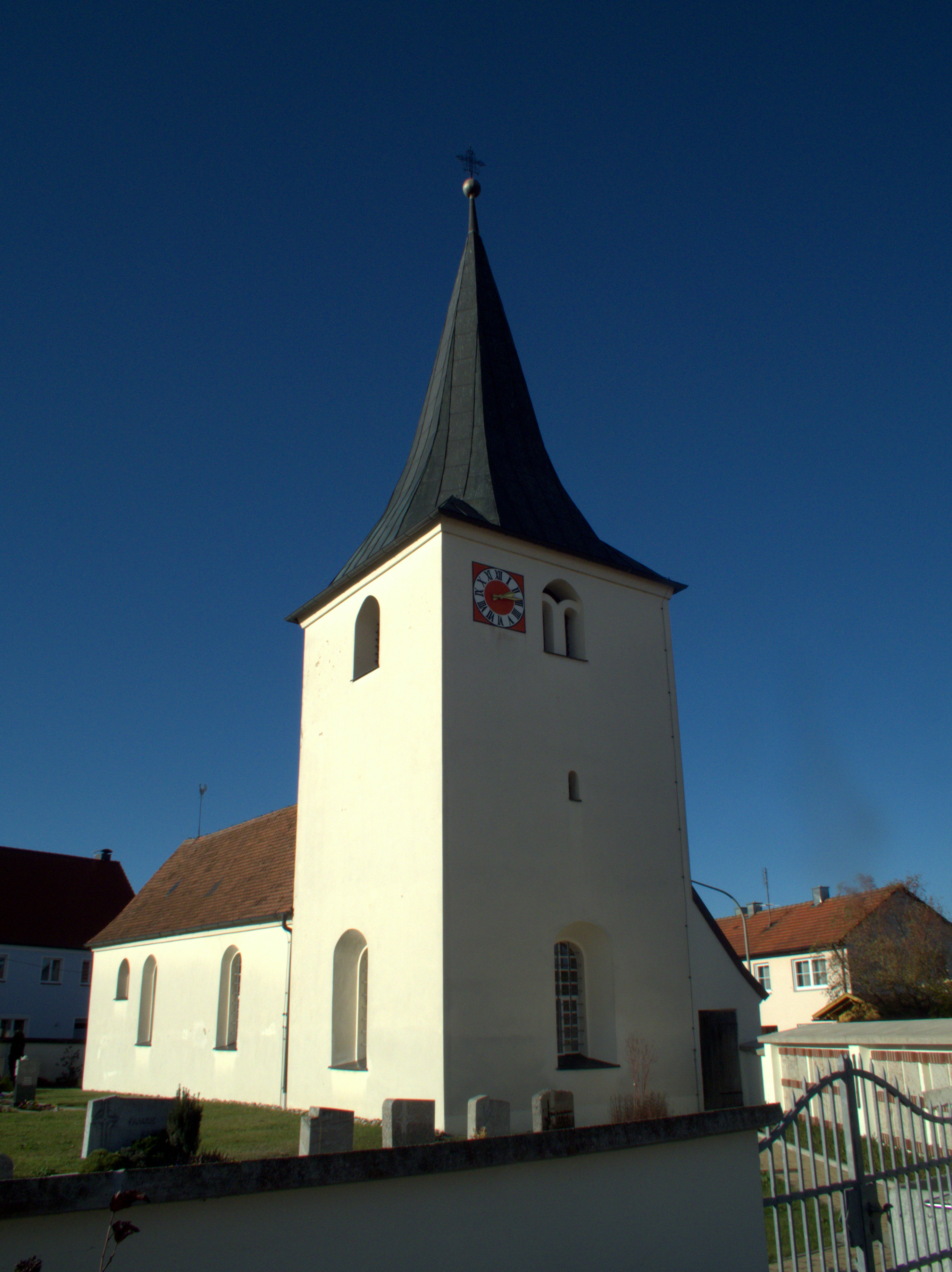
St. Elisabeth (Rocksdorf)

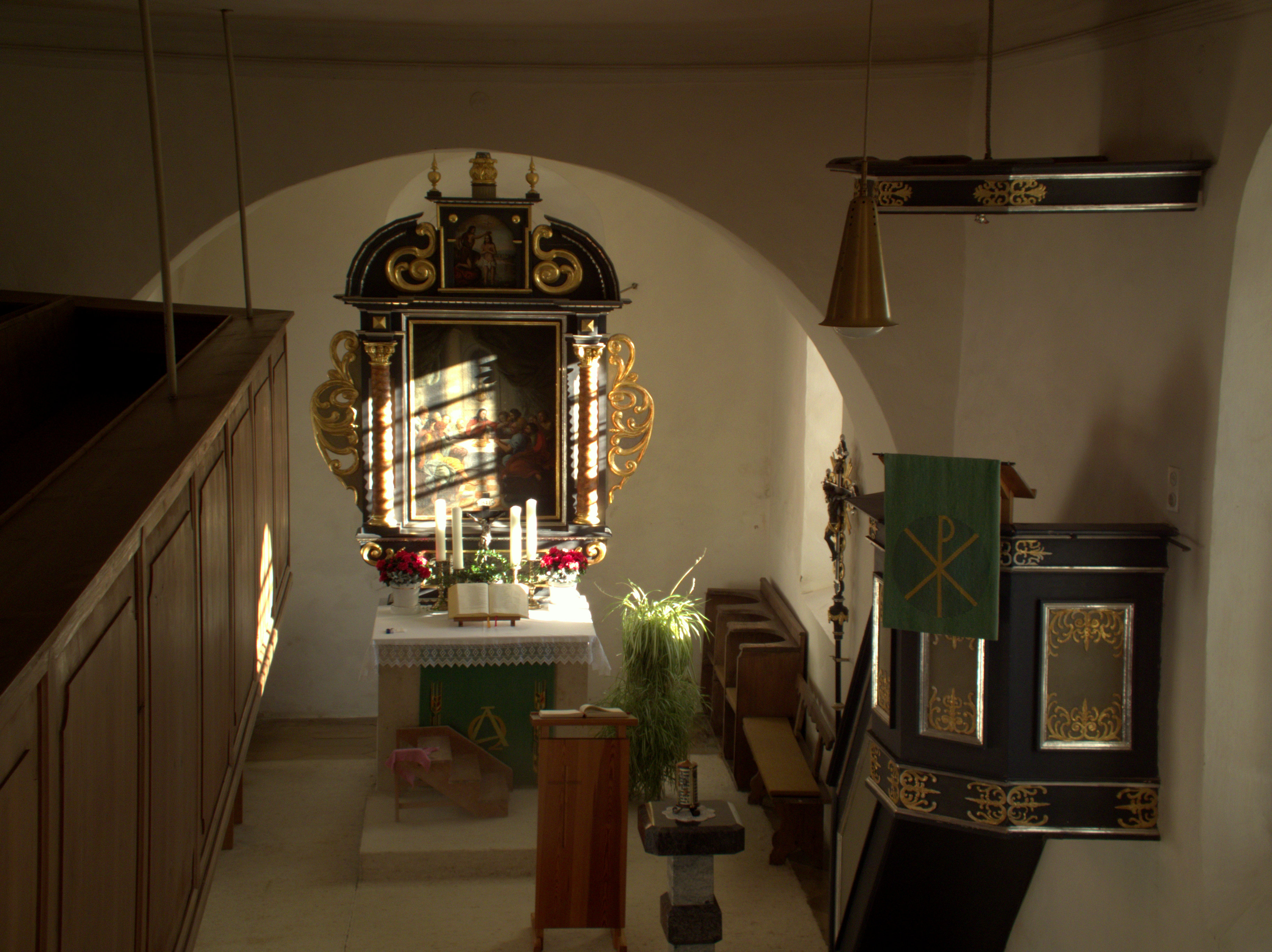
Innenraum

Die evangelisch-lutherische, denkmalgeschützte Pfarrkirche St. Elisabeth steht in Rocksdorf, einem Gemeindeteil der Gemeinde Mühlhausen im Landkreis Neumarkt in der Oberpfalz. Die Kirchengemeinde gehört zum Dekanat Neumarkt in der Oberpfalz des Kirchenkreises Regensburg der Evangelisch-Lutherischen Kirche in Bayern. Das Bauwerk ist unter der Denkmalnummer D-3-73-146-25 als Baudenkmal in die Bayerische Denkmalliste eingetragen.

## Beschreibung
Das Langhaus der romanischen Saalkirche wurde im 15. Jahrhundert nach Westen verlängert. Im 17. Jahrhundert wurde das Langhaus erhöht, außen mit einem neuen Satteldach und innen mit einer Flachdecke versehen, und der Chor, d. h. das Erdgeschoss des gotischen Chorturms, erhielt ein Kreuzgewölbe. Der obere Bereich des Chorturms beherbergt die Turmuhr und hinter den Klangarkaden den Glockenstuhl, in dem vier Kirchenglocken hängen. Darauf sitzt ein achtseitiger Knickhelm. 
Zur Kirchenausstattung gehört ein mit Knorpelwerk verzierter Altar aus der Mitte des 17. Jahrhunderts, auf dessen Altarretabel zwischen Säulen das Abendmahl Jesu dargestellt ist. An der linken Wand des Chors befindet sich die Statue der heiligen Elisabeth.